# فيروسات باطنية
الفيروسات الباطنية هي عائلة من الفيروسات الاٍيجابية ذات الرنا أحادي السلسلة. تظم هذه العائلة جنس
فيروس باطني وهو جنس من الفيروسات يضم النوع : فيروس فطري عصوي الشكل

## وصلات خارجية
- نطاق فيروسي فيروسات باطنية